# Битва за Київ (1941)
Битва за Київ (1941) — великомасштабна битва Червоної Армії та Вермахту 7 липня — 19 вересня 1941 року (72 дні). Битва за Київ була частиною наступального плану «Барбаросса», в радянській військовій історії отримала назву Київської оборонної операції.
З німецької сторони в битві брала участь група армій «Південь» під командуванням генерал-фельдмаршала Рундштедта, а також  2-га танкова група та 2-га армія з групи армій «Центр». З радянської сторони в битві брали участь війська Південно-Західного фронту під командуванням генерала-полковника М. П. Кирпоноса, (під час битви загинув), у складі п'яти загальновійськових армій та Пінської флотилії під командуванням контр-адмірала Д. Д. Рогачова, під загальним керівництвом Маршала Радянського Союзу С. М. Будьонного.
Битва завершилась перемогою німецьких військ та оточенням радянських військ. Втрати з радянського боку сягали 700 тисяч вбитих та полонених, понад 1760 тисяч одиниць вогнепальної зброї, 411 танків і САУ, 28 419 гармат і мінометів, 343 бойових літаків

## Передумови
До середини липня 1941 року опанувавши Смоленськ, німецьке командування прийняло стратегічне рішення про подальший розвиток операції з захоплення території СРСР. В директиві № 33 від 19 липня Гітлер наказав змінити головні цілі наступу таким чином, щоб ще до настання зими зайняти на півдні Донбас та Крим, а на півночі — Ленінград, з'єднавшись з фінами. Таким чином, головним завданням, поставленим перед вермахтом на осінь 1941, став не наступ на Москву, а забезпечення флангів для подальшого головного удару.
Такий розвиток ситуації дозволив би німцям створити захист від радянських нальотів з Криму на нафтові родовища в Румунії, освоїти нові запаси вугілля в Україні і створити умови для наступного захоплення нафтових родовищ на Кавказі. Радянське керівництво, однак, очікувало, що головний удар німецьких військ буде ще восени скерований в московському напрямку, де і зосередило основні оборонні сили.

## Положення військ до початку операції
До середини серпня 1941 сили німецької групи армій «Південь» вийшли до Дніпра на всій його довжині від Херсона до Києва. Група армій «Центр», наступаючи на північ від прип'ятських боліт, просунулася до Смоленська.
20 серпня передові частини 1-ї танкової армії перейшли Дніпро біля Запоріжжя. Після запеклих боїв була також захоплена понтонна переправа в Дніпропетровську. Одночасно 17-й армії вермахту вдалося форсувати Дніпро біля Кременчука й створити плацдарм на лівому березі річки до Черкас. 6-та армія впритул підійшла до Києва.
Таким чином, опинилися під загрозою оточення сили радянського Південно-Західного фронту, розташовані в закруті Дніпра. Тут були зосереджені п'ять радянських армій (з півночі на південь): 21-ша (В. І. Кузнєцов), 5-та (М. І. Потапов), 37-ма (А. А. Власов), 26-та (Ф. Я. Костенко), 38-ма (Д. І. Рябишев).

## Хід бойових дій

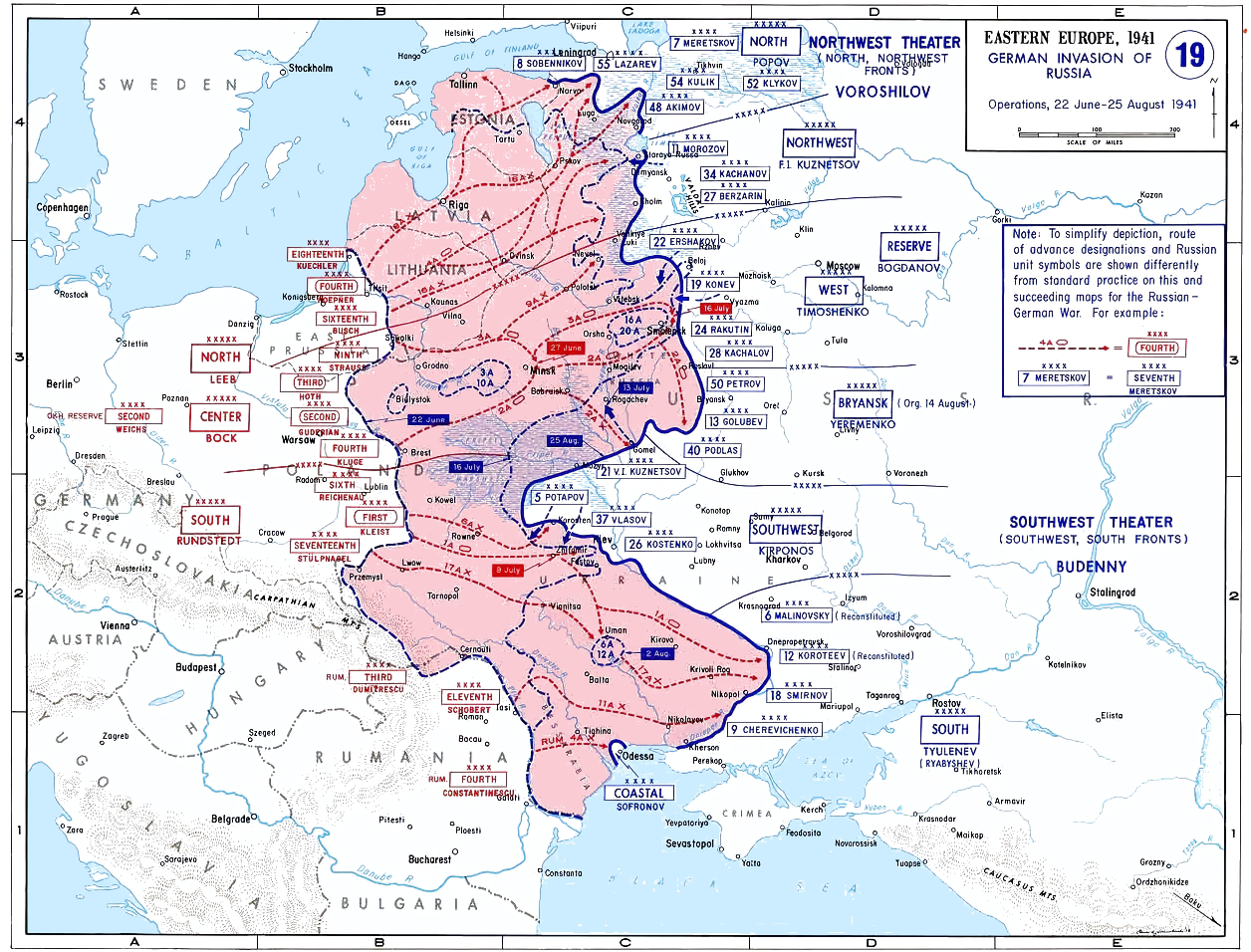
Червень — серпень 1941 року

Начальник Генерального штабу Червоної Армії генерал армії Г. К. Жуков пізніше писав у своїх мемуарах, що ще до початку бою доповідав Сталіну про необхідність відведення військ з закруту Дніпра, проте був зміщений з посади і до моменту початку Київської битви замінений на посаді Начальника Генерального штабу Б. М. Шапошнікова. Це твердження береться під сумнів, оскільки в кабінеті Сталіна (де, як стверджує Жуков, це відбувалося) присутність Жукова в призначену або близьку дату не зареєстрована.
Тим часом, змінивши первісне завдання, німецьке командування почало підготовку до перекидання 2-ї танкової групи Гудеріана і 2-ї армії Вейхса зі складу групи армій «Центр» з західного (московського) напряму на південь до Києва для знищення Південно-Західного фронту. Ставка ВГК виявила поворот 2-ї танкової групи Гудеріана на південь і 19 серпня дозволила Кирпоносу відвести війська за Дніпро, організувавши оборону по його лівому березі, а на правому березі було наказано утримувати один лише Київ. (З пропозицією відвести правий фланг фронту за Дніпро, тим самим вивільнивши з резерву дві-три стрілецькі дивізії, 16 серпня виступив маршал С. М. Будьонний). Для протидії прориву противника в тил фронту з півночі по р. Десна розгорталася нова 40-ва армія у складі трьох дивізій.
24 серпня 2-га танкова група почала наступ проти військ фронту в напрямку Конотопа. Декількома днями пізніше з району Кременчука їй назустріч розпочала бойові дії 1-ша танкова група Клейста, одночасно завдаючи додатковий удар на Полтаву, але незабаром усіма силами розгорнулася на північний схід. На кінець серпня частини Гудеріана зуміли захопити два плацдарми на річці Десна — у Коропа і Новгорода-Сіверського, погрожуючи вийти в глибокий тил військ Південно-Західного фронту. У перших числах вересня тут розгорнулися запеклі бої.
7 вересня 2-га танкова група вийшла до Конотопа. У цей же день маршал Будьонний звернувся до Ставки з проханням про відведення 5-ї армії і знову отримав відмову. До 10 вересня з метою охопити з півночі правий фланг Південно-Західного фронту і оточити радянські війська в районі Києва 2-га танкова група здійснила глибокий прорив на стику з Брянським фронтом на ділянці Конотоп — Новгород-Сіверський, частиною сил проникнувши в район Ромен. Противник форсував Десну на ділянках на схід від Чернігова і на окуніновському напрямку, Дніпро — біля Кременчука і на південний схід. До того часу резерв Південно-Західного фронту був повністю вичерпаний. З Київського укріпрайону на чернігівський напрямок перекинуті дві з половиною стрілецькі дивізії. У ніч на 11 вересня дві дивізії 26-ї армії перекинуті на Конотопський напрямок.
Кирпонос, Василевський, Шапошников і Будьонний наполягали на негайному відведенні військ з Києва, але Сталін був непохитний. Він пропонував продовжувати вести запеклі атаки на Конотопську групу противника, організувати оборонний рубіж на річці Псел і тільки після цього почати евакуацію Києва. Маршал Будьонний, що намагався наполягати на відведенні військ був відсторонений від командування Південним напрямком.
До 13 вересня 3-тя танкова дивізія Моделя з 2-ї танкової групи підійшла до Лохвиці з півночі. Між 3-тю і 16-ю танковими дивізіями ще залишався 40-кілометровий коридор. 13 вересня С. К. Тимошенко, який прибув до штабу Південно-Західного фронту змінити Будьонного, запевнив Сталіна, що Київ буде утриманий.
14 вересня частини Моделя і Губе оволоділи Лохвицею і Лубнами, а після підходу 15 вересня 1941 з південного сходу 9-ї танкової дивізії зі складу 1-ї танкової групи німецькі війська замкнули кільце навколо 5, 21, 26 і 37 радянських армій. В оточенні опинилося і управління Південно-Західного фронту.
16 вересня Тимошенко усно через начальника оперативного управління штабу Південно-Західного фронту І. Х. Баграмяна передав М. П. Кирпоносу розпорядження про відведення військ фронту на рубіж річки Псел. Кирпонос, пам'ятаючи вказівки Сталіна в жодному разі не залишати Київ і не маючи на те письмової директиви, о 5 годині ранку 17 вересня звернувся до Москви за підтвердженням рішення головкому, оскільки зв'язку зі штабом Тимошенка він не мав.

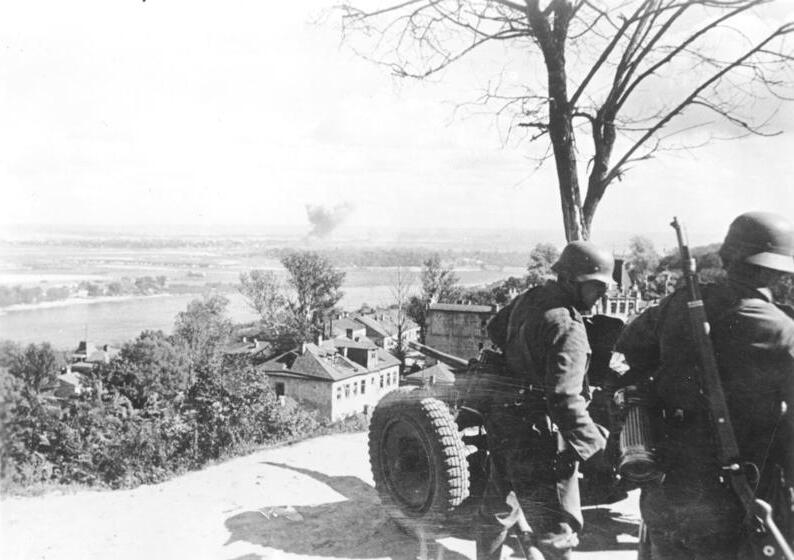
Захоплення Києва Вермахтом. Німецька гармата Pak 35/36 на вогневій позиції в Києві, на крутому березі Дніпра

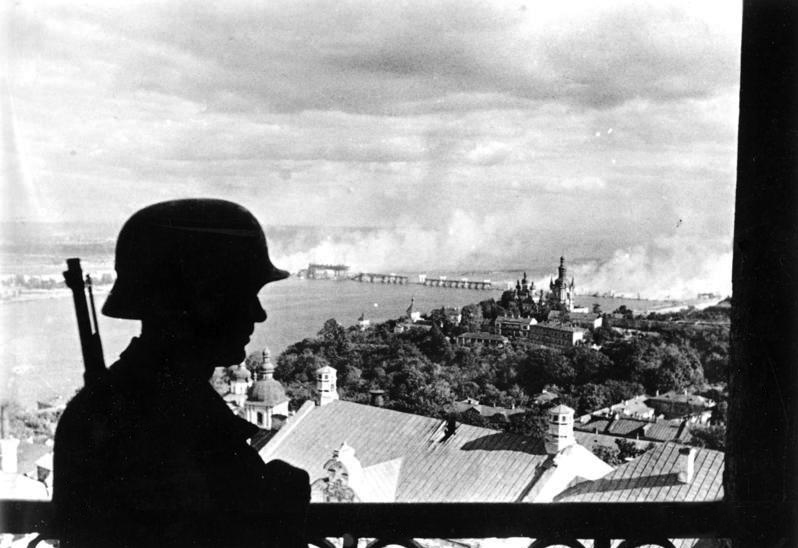
Один з постів Вермахту в Києві, захопленому напередодні. На задньому плані горить зруйнований міст через Дніпро

У ніч на 18 вересня Б. М. Шапошніков повідомив, що Ставка дозволяє військам 37-ї армії залишити Київ, але не повідомив про відведення військ фронту. Однак ще ввечері 17 вересня Кирпонос встиг передати наказ 5, 21, 26 і 37 арміям на прорив у східному напрямку. 38-ма та 40-ва армії, що знаходились за межами оточення належало підтримати вихід військ фронту з оточення ударом на Ромни і Лубни.
В ніч на 19 вересня радянські війська залишили Київ. Проте відвести війська в тил не вдалося. Розчленовані і позосталі без управління частини діяли розрізнено, частіше невеликими групами. 37-ма армія опинилася в двох районах: один — в 40-50 км на південний схід, другий — в 10-15 км північно-східніше від Києва. Вона змогла протриматися до 21-23 вересня. Пирятинська група з військ 5 і 21 армій трималася до 25 вересня. У районі Оржиця найдовше — до 26 вересня билися залишки 26-ї армії. Частина сил і управління 5-ї армії змушені були приєднатися до колони штабу фронту і рухалися разом з нею на Пирятин. Решта, розчленовані на дрібні групки, намагалися вирватися самостійно.
20 вересня зведена колона штабів Південно-Західного фронту і 5-ї армії підійшла до хутора Дрюківщина, за 15 км на південний захід від Лохвиці. Там вона була атакована головними силами німецької 3-ї танкової дивізії. Втративши кілька гармат і бронемашин, залишки колони відійшли в гай Шумейкове. У групі залишалося не більше тисячі чоловік, з них близько 800 командирів. Прорватися з оточення групі не вдалося. Загинули командувач фронтом Кирпонос, члени Військової ради Бурмистенко, Риков, начальник штабу Тупіков, генерали управління фронту Добикін, Данилов, Панюхов, члени Військової ради армії Нікіша, Кальченко, начальник штабу армії Писаревський. Командувач 5-ю армією Потапов був важко поранений і потрапив у полон.

## Результат битви

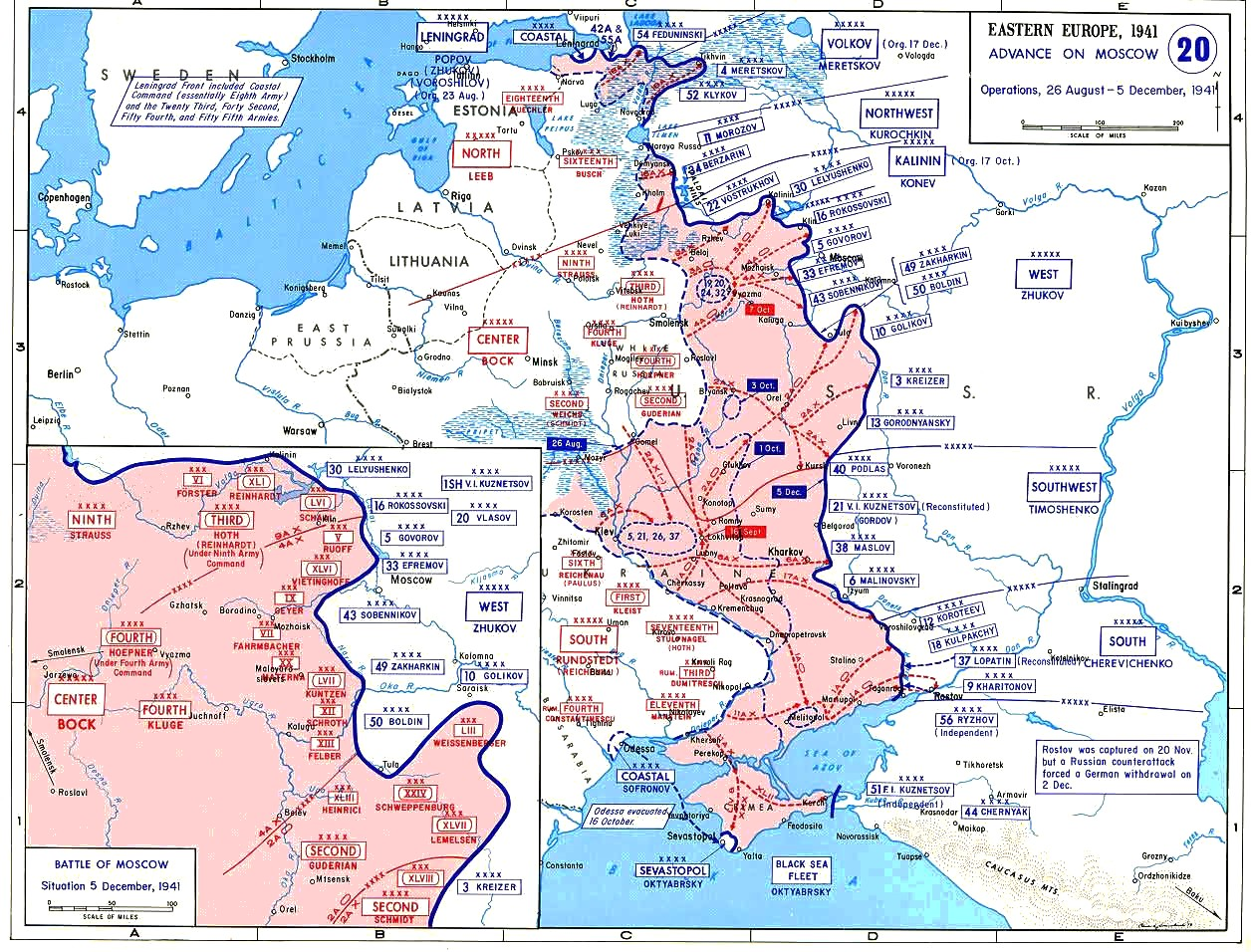
Просування німецьких військ у серпні-грудні 1941 року

Поразка під Києвом стала важким ударом для Червоної Армії. На 1 вересня у складі Південно-Західного фронту, без фронтових резервів, запасних частин і тилів, налічувалося 752—760 тис. чоловік, 3923 гармати і міномети, 114 танків і 167 бойових літаків. До моменту оточення в котлі опинилися 452,7 тисяч осіб, 2 642 гармат, 1 225 мінометів, 64 танки. За німецькими даними під Києвом до 24 вересня було взято в полон 665 тисяч чоловіків. За даними, опублікованими в 1993 Генеральним штабом Збройних Сил РФ, радянські втрати склали понад 700 тисяч осіб, з них 627,8 тисяч безповоротно. Київська битва стала однією з найкривавіших в історії людства, за кількістю людськ втрат поступаючись тільки битві за Москву і Сталінград, які відбулися пізніше.
Поразка Південно-Західного фронту відкрила німецьким військам шлях на Східну Україну, у Приазов'я і Донбас. З іншого боку відволікання 2-ї танкової групи вермахту з центрального напрямку на південь сповільнило просування групи армій «Центр» і дозволило радянському командуванню підготуватися до оборони Москви, чим відіграло чи не найважливішу роль в зірванні бліцкригу.
Згодом генерал-полковник німецької армії Гайнц Гудеріан у своїх мемуарах згадує:

Бої за Київ безсумнівно стали великим тактичним успіхом. Але питання, чи мав цей тактичний успіх також і велике стратегічне значення — залишається під сумнівом. Тепер все залежало від того, чи вдасться німцям досягти вирішальних результатів ще до початку зими, чи, краще, до початку періоду осінніх злив. Однак запланований наступ з ціллю затиснути Ленінград у тісніше кільце — було вже призупинено.